# Antepipona nigricornis
Antepipona nigricornis är en stekelart som först beskrevs av Moravitz 1885.  Antepipona nigricornis ingår i släktet Antepipona och familjen Eumenidae. Utöver nominatformen finns också underarten A. n. hispanica.